# Золотой глобус (премия, 2000)
57-я церемония вручения наград премии «Золотой глобус»

23 января 2000
Лучший фильм (драма): 

«Красота по-американски»
Лучший фильм (комедия или мюзикл): 

«История игрушек 2»
Лучший драматический сериал: 

«Клан Сопрано»
Лучший сериал (комедия или мюзикл): 

«Секс в большом городе»
Лучший мини-сериал или фильм на ТВ: 

«Проект 281»
< 56-я Церемонии вручения 58-я >
57-я церемония вручения наград премии «Золотой глобус» за заслуги в области кинематографа за 1999 год.

## Победители и номинанты

### Игровое кино
| Победители выделены отдельным цветом. |

Здесь приведён полный список номинантов.
| Категории                                | Фотографии лауреатов                                                                                               | Победители и номинанты                                              |
| ---------------------------------------- | --- | ------------------------------------------------------------------- |
| Лучший фильм (драма)                     | | • «Красота по-американски»                                          |
| Лучший фильм (драма)                     | • «Талантливый мистер Рипли»                                                                                       |                                                                     |
| Лучший фильм (драма)                     | • «Конец романа»                                                                                                   |                                                                     |
| Лучший фильм (драма)                     | • «Ураган» |                                                                     |
| Лучший фильм (драма)                     | • «Свой человек»                                                                                                   |                                                                     |
| Лучший фильм (комедия или мюзикл)        | | • «История игрушек 2»                                               |
| Лучший фильм (комедия или мюзикл)        | • «Анализируй это»                                                                                                 |                                                                     |
| Лучший фильм (комедия или мюзикл)        | • «Быть Джоном Малковичем»                                                                                         |                                                                     |
| Лучший фильм (комедия или мюзикл)        | • «Человек на Луне»                                                                                                |                                                                     |
| Лучший фильм (комедия или мюзикл)        | • «Ноттинг-Хилл»                                                                                                   |                                                                     |
| Лучший режиссёр                          | | • Сэм Мендес — «Красота по-американски»                             |
| Лучший режиссёр                          | • Нил Джордан — «Конец романа»                                                                                     |                                                                     |
| Лучший режиссёр                          | • Норман Джуисон — «Ураган»                                                                                        |                                                                     |
| Лучший режиссёр                          | • Майкл Манн — «Свой человек»                                                                                      |                                                                     |
| Лучший режиссёр                          | • Энтони Мингелла — «Талантливый мистер Рипли»                                                                     |                                                                     |
| Лучшая мужская роль (драма)              | | • Дензел Вашингтон — «Ураган» за роль Рубина Картера                |
| Лучшая мужская роль (драма)              | • Кевин Спейси — «Красота по-американски» за роль Лестера Бёрнема                                                  |                                                                     |
| Лучшая мужская роль (драма)              | • Рассел Кроу — «Свой человек» за роль Джеффри Уайганда                                                            |                                                                     |
| Лучшая мужская роль (драма)              | • Мэтт Деймон — «Талантливый мистер Рипли» за роль Тома Рипли                                                      |                                                                     |
| Лучшая мужская роль (драма)              | • Ричард Фарнсуорт — «Простая история» за роль профессора Элвина Стрэйта                                           |                                                                     |
| Лучшая женская роль (драма)              | | • Хилари Суонк — «Парни не плачут» за роль Брэндона Тины            |
| Лучшая женская роль (драма)              | • Аннетт Бенинг — «Красота по-американски» за роль Кэролайн Бёрнем                                                 |                                                                     |
| Лучшая женская роль (драма)              | • Джулианна Мур — «Конец романа» за роль сенатора Сары Майлз                                                       |                                                                     |
| Лучшая женская роль (драма)              | • Мерил Стрип — «Музыка сердца» за роль Роберты Гаспари                                                            |                                                                     |
| Лучшая женская роль (драма)              | • Сигурни Уивер — «Карта мира» за роль Элис Гудвин                                                                 |                                                                     |
| Лучшая мужская роль (комедия или мюзикл) | | • Джим Керри — «Человек на Луне» за роль Энди Кауфмана              |
| Лучшая мужская роль (комедия или мюзикл) | • Роберт Де Ниро — «Анализируй это» за роль Пола Витти                                                             |                                                                     |
| Лучшая мужская роль (комедия или мюзикл) | • Хью Грант — «Ноттинг-Хилл» за роль Уильяма Такера                                                                |                                                                     |
| Лучшая мужская роль (комедия или мюзикл) | • Шон Пенн — «Сладкий и гадкий» за роль Эммета Рэя                                                                 |                                                                     |
| Лучшая мужская роль (комедия или мюзикл) | • Руперт Эверетт — «Идеальный муж» за роль Артура Горинга                                                          |                                                                     |
| Лучшая женская роль (комедия или мюзикл) | | • Джанет Мактир — Перекати-поле" за роль Мэри Джо Уокер             |
| Лучшая женская роль (комедия или мюзикл) | • Шэрон Стоун — «Муза» за роль Сары Литтл                                                                          |                                                                     |
| Лучшая женская роль (комедия или мюзикл) | • Джулия Робертс — «Ноттинг-Хилл» за роль Анны Скотт                                                               |                                                                     |
| Лучшая женская роль (комедия или мюзикл) | • Риз Уизерспун — «Выскочка» за роль Трейси Флик                                                                   |                                                                     |
| Лучшая женская роль (комедия или мюзикл) | • Джулианна Мур — «Идеальный муж» за роль миссис Лоры Чивли                                                        |                                                                     |
| Лучшая мужская роль второго плана        | | • Том Круз — «Магнолия» за роль Фрэнка Мэки                         |
| Лучшая мужская роль второго плана        | • Майкл Кларк Дункан — «Зелёная миля» за роль Джона Коффи                                                          |                                                                     |
| Лучшая мужская роль второго плана        | • Хэйли Джоэл Осмент — «Шестое чувство» за роль Коула Сиэра                                                        |                                                                     |
| Лучшая мужская роль второго плана        | • Джуд Лоу — «Талантливый мистер Рипли» за роль Дикки Гринлифа                                                     |                                                                     |
| Лучшая мужская роль второго плана        | • Майкл Кейн — «Правила виноделов» за роль Уилбура Ларча                                                           |                                                                     |
| Лучшая женская роль второго плана        | | • Анджелина Джоли — «Прерванная жизнь» за роль Лисы Роу             |
| Лучшая женская роль второго плана        | • Саманта Мортон — «Сладкий и гадкий» за роль Хэтти                                                                |                                                                     |
| Лучшая женская роль второго плана        | • Хлоя Севиньи — «Парни не плачут» за роль Ланы Тисдел                                                             |                                                                     |
| Лучшая женская роль второго плана        | • Камерон Диас — «Быть Джоном Малковичем» за роль Лотти Шварц                                                      |                                                                     |
| Лучшая женская роль второго плана        | • Кэтрин Кинер — «Быть Джоном Малковичем» за роль Максин Лунд                                                      |                                                                     |
| Лучшая женская роль второго плана        | • Натали Портман — «Где угодно, только не здесь» за роль Энн Огаст                                                 |                                                                     |
| Лучший сценарий                          | | • Алан Болл — «Красота по-американски» оригинальный сценарий        |
| Лучший сценарий                          | • Эрик Рот, Майкл Манн — «Свой человек» по статье Мари Бреннер «The Man Who Knew Too Much» для журнала Vanity Fair |                                                                     |
| Лучший сценарий                          | • М. Найт Шьямалан — «Шестое чувство» оригинальный сценарий                                                        |                                                                     |
| Лучший сценарий                          | • Джон Ирвинг — «Правила виноделов» по одноимённому роману автора                                                  |                                                                     |
| Лучший сценарий                          | • Чарли Кауфман — «Быть Джоном Малковичем» оригинальный сценарий                                                   |                                                                     |
| Лучшая музыка к фильму                   | | • Эннио Морриконе — «Легенда о пианисте»                            |
| Лучшая музыка к фильму                   | • Джон Уильямс — «Прах Анджелы»                                                                                    |                                                                     |
| Лучшая музыка к фильму                   | • Майк Найман — «Конец романа»                                                                                     |                                                                     |
| Лучшая музыка к фильму                   | • Джордж Фентон — «Анна и король»                                                                                  |                                                                     |
| Лучшая музыка к фильму                   | • Питер Бурк, Лиза Джеррард — «Свой человек»                                                                       |                                                                     |
| Лучшая музыка к фильму                   | • Анджело Бадаламенти — «Простая история»                                                                          |                                                                     |
| Лучшая музыка к фильму                   | • Томас Ньюман — «Красота по-американски»                                                                          |                                                                     |
| Лучшая музыка к фильму                   | • Габриэль Яред — «Талантливый мистер Рипли»                                                                       |                                                                     |
| Лучшая музыка к фильму                   | • Жоселин Пук — «С широко закрытыми глазами»                                                                       |                                                                     |
| Лучшая песня                             | | • «You'll Be in My Heart» — «Тарзан» (исполнитель Фил Коллинз)      |
| Лучшая песня                             | • «Beautiful Stranger» — «Остин Пауэрс: Шпион, который меня соблазнил» (исполнитель Мадонна)                       |                                                                     |
| Лучшая песня                             | • «How Can I Not Love You» — «Анна и король» (исполнитель Джой Энрикес)                                            |                                                                     |
| Лучшая песня                             | • «Save Me» — «Магнолия» (исполнитель Эйми Манн)                                                                   |                                                                     |
| Лучшая песня                             | • «When She Loved Me» — «История игрушек 2» (исполнитель Сара Маклахлан)                                           |                                                                     |
| Лучший фильм на иностранном языке        | | • «Всё о моей матери» (режиссёр Педро Альмодовар, страна — Испания) |
| Лучший фильм на иностранном языке        | • «Эме и Ягуар» (режиссёр Макс Фэрбербок, страна — Германия)                                                       |                                                                     |
| Лучший фильм на иностранном языке        | • «Восток-Запад» (режиссёр Режис Варнье, страна — Франция)                                                         |                                                                     |
| Лучший фильм на иностранном языке        | • «Девушка на мосту» (режиссёр Патрис Леконт, страна — Франция)                                                    |                                                                     |
| Лучший фильм на иностранном языке        | • «Красная Скрипка» (режиссёр Франсуа Жирар, страна — Франция)                                                     |                                                                     |

### Телевизионные фильмы и сериалы
| Победители выделены отдельным цветом. |

| Категории                                                                                   | Фотографии лауреатов                                                                | Победители и номинанты                                                    |
| ------------------------------------------------------------------------------------------- | ----------------------------------------------------------------------------------- | ------------------------------------------------------------------------- |
| Лучший телевизионный сериал (драма)                                                         |                                                                                     | • «Клан Сопрано»                                                          |
| Лучший телевизионный сериал (драма)                                                         | • «Скорая помощь»                                                                   |                                                                           |
| Лучший телевизионный сериал (драма)                                                         | • «Опять и снова»                                                                   |                                                                           |
| Лучший телевизионный сериал (драма)                                                         | • «Практика»                                                                        |                                                                           |
| Лучший телевизионный сериал (драма)                                                         | • «Западное крыло»                                                                  |                                                                           |
| Лучший телевизионный сериал (комедия или мюзикл)                                            |                                                                                     | • «Секс в большом городе»                                                 |
| Лучший телевизионный сериал (комедия или мюзикл)                                            | • «Спин-Сити»                                                                       |                                                                           |
| Лучший телевизионный сериал (комедия или мюзикл)                                            | • «Дарма и Грег»                                                                    |                                                                           |
| Лучший телевизионный сериал (комедия или мюзикл)                                            | • «Элли Макбил»                                                                     |                                                                           |
| Лучший телевизионный сериал (комедия или мюзикл)                                            | • «Уилл и Грейс»                                                                    |                                                                           |
| Лучшая мужская роль в телевизионном сериале (драма)                                         |                                                                                     | • Джеймс Гандольфини — «Клан Сопрано» за роль Тони Сопрано                |
| Лучшая мужская роль в телевизионном сериале (драма)                                         | • Билли Кэмпбелл — «Опять и снова» за роль Рика Сэммлера                            |                                                                           |
| Лучшая мужская роль в телевизионном сериале (драма)                                         | • Роб Лоу — «Западное крыло» за роль Сэма Сиборна                                   |                                                                           |
| Лучшая мужская роль в телевизионном сериале (драма)                                         | • Дилан Макдермотт — «Практика» за роль Бобби Доннелла                              |                                                                           |
| Лучшая мужская роль в телевизионном сериале (драма)                                         | • Мартин Шин — «Западное крыло» за роль президента США Джосая «Джед» Бартлета       |                                                                           |
| Лучшая женская роль в телевизионном сериале (драма)                                         |                                                                                     | • Эди Фалко — «Клан Сопрано» за роль Кармелы Сопрано                      |
| Лучшая женская роль в телевизионном сериале (драма)                                         | • Сила Уорд — «Опять и снова» за роль Лили Мэннинг                                  |                                                                           |
| Лучшая женская роль в телевизионном сериале (драма)                                         | • Лоррейн Бракко — «Клан Сопрано» за роль Дженнифер Мелфи                           |                                                                           |
| Лучшая женская роль в телевизионном сериале (драма)                                         | • Эми Бреннеман — «Справедливая Эми» за роль Эми Грей                               |                                                                           |
| Лучшая женская роль в телевизионном сериале (драма)                                         | • Джулианна Маргулис — «Скорая помощь» за роль Кэрол Хэттеуэй                       |                                                                           |
| Премия «Золотой глобус» за лучшую мужскую роль в телевизионном сериале — комедия или мюзикл |                                                                                     | • Майкл Джей Фокс — «Спин-Сити» за роль Майка Флаэрти                     |
| Премия «Золотой глобус» за лучшую мужскую роль в телевизионном сериале — комедия или мюзикл | • Томас Гибсон — «Дарма и Грег» за роль Грегори Клиффорда                           |                                                                           |
| Премия «Золотой глобус» за лучшую мужскую роль в телевизионном сериале — комедия или мюзикл | • Эрик Маккормак — «Уилл и Грейс» за роль Уилла Трумана                             |                                                                           |
| Премия «Золотой глобус» за лучшую мужскую роль в телевизионном сериале — комедия или мюзикл | • Рэй Романо — «Все любят Рэймонда» за роль Рэймонда Бэрона                         |                                                                           |
| Премия «Золотой глобус» за лучшую мужскую роль в телевизионном сериале — комедия или мюзикл | • Джордж Сигал — «Журнал мод» за роль Джека Галло                                   |                                                                           |
| Лучшая женская роль в телевизионном сериале (комедия или мюзикл)                            |                                                                                     | • Сара Джессика Паркер — «Секс в большом городе» за роль Кэрри Брэдшоу    |
| Лучшая женская роль в телевизионном сериале (комедия или мюзикл)                            | • Калиста Флокхарт — «Элли Макбил» за роль Элли Макбил                              |                                                                           |
| Лучшая женская роль в телевизионном сериале (комедия или мюзикл)                            | • Дебра Мессинг — «Уилл и Грейс» за роль Грейс Адлер                                |                                                                           |
| Лучшая женская роль в телевизионном сериале (комедия или мюзикл)                            | • Хизер Локлир — «Спин-Сити» за роль Кейтлин Мур                                    |                                                                           |
| Лучшая женская роль в телевизионном сериале (комедия или мюзикл)                            | • Дженна Элфман — «Дарма и Грег» за роль Дармы Монтгомери                           |                                                                           |
| Лучшая женская роль в телевизионном сериале (комедия или мюзикл)                            | • Фелисити Хаффман — «Ночь спорта» за роль Даны Уитакер                             |                                                                           |
| Лучший мини-сериал или телефильм                                                            |                                                                                     | • «Проект 281»                                                            |
| Лучший мини-сериал или телефильм                                                            | • «Дэш и Лилли»                                                                     |                                                                           |
| Лучший мини-сериал или телефильм                                                            | • «Познакомьтесь с Дороти Дэндридж»                                                 |                                                                           |
| Лучший мини-сериал или телефильм                                                            | • «Жанна д’Арк»                                                                     |                                                                           |
| Лучший мини-сериал или телефильм                                                            | • «Защита свидетелей»                                                               |                                                                           |
| Лучшая мужская роль (мини-сериал или телефильм)                                             |                                                                                     | • Джек Леммон — «Пожнёшь бурю» за роль Генри Драммонда                    |
| Лучшая мужская роль (мини-сериал или телефильм)                                             | • Джек Леммон — «Вторники с Морри» за роль Морри Шварца                             |                                                                           |
| Лучшая мужская роль (мини-сериал или телефильм)                                             | • Сэм Шепард — «Дэш и Лилли» за роль Дэшилла Хэммета                                |                                                                           |
| Лучшая мужская роль (мини-сериал или телефильм)                                             | • Лев Шрайбер — «Проект 281» за роль Орсона Уэллса                                  |                                                                           |
| Лучшая мужская роль (мини-сериал или телефильм)                                             | • Том Сайзмор — «Защита свидетелей» за роль Бобби Баттона                           |                                                                           |
| Лучшая женская роль (мини-сериал или телефильм)                                             |                                                                                     | • Хэлли Берри — «Познакомьтесь с Дороти Дэндридж» за роль Дороти Дэндридж |
| Лучшая женская роль (мини-сериал или телефильм)                                             | • Лили Собески — «Жанна Д`Арк» за роль Жанны Д`Арк                                  |                                                                           |
| Лучшая женская роль (мини-сериал или телефильм)                                             | • Джуди Дэвис — «Дэш и Лилли» за роль Лилиан Хеллман                                |                                                                           |
| Лучшая женская роль (мини-сериал или телефильм)                                             | • Хелен Миррен — «Тайная страсть Айн Рэнд» за роль Айн Рэнд                         |                                                                           |
| Лучшая женская роль (мини-сериал или телефильм)                                             | • Миа Фэрроу — «Не забывай меня» за роль Дайан Макгоуин                             |                                                                           |
| Лучшая мужская роль второго плана (телесериал, мини-сериал или телефильм)                   |                                                                                     | • Питер Фонда — «Тайная страсть Айн Рэнд» за роль Лэрри Пола              |
| Лучшая мужская роль второго плана (телесериал, мини-сериал или телефильм)                   | • Клаус Мария Брандауэр — «Познакомьтесь с Дороти Дэндридж» за роль Отто Премингера |                                                                           |
| Лучшая мужская роль второго плана (телесериал, мини-сериал или телефильм)                   | • Шон Хейс — «Уилл и Грейс» за роль Джека Макфарленда                               |                                                                           |
| Лучшая мужская роль второго плана (телесериал, мини-сериал или телефильм)                   | • Крис Нот — «Секс в большом городе» за роль Мистера Бига                           |                                                                           |
| Лучшая мужская роль второго плана (телесериал, мини-сериал или телефильм)                   | • Питер О’Тул — «Жанна д’Арк» за роль епископа Пьера Кошона                         |                                                                           |
| Лучшая мужская роль второго плана (телесериал, мини-сериал или телефильм)                   | • Дэвид Спейд — «Журнал мод» за роль Дэниса Финча                                   |                                                                           |
| Лучшая женская роль второго плана (телесериал, мини-сериал или телефильм)                   |                                                                                     | • Нэнси Маршан — «Клан Сопрано» за роль Ливии Сопрано                     |
| Лучшая женская роль второго плана (телесериал, мини-сериал или телефильм)                   | • Кэти Бэйтс — «Энни» за роль мисс Агаты Ханниган                                   |                                                                           |
| Лучшая женская роль второго плана (телесериал, мини-сериал или телефильм)                   | • Мелани Гриффит — «Проект 281» за роль Мэрион Дэвис                                |                                                                           |
| Лучшая женская роль второго плана (телесериал, мини-сериал или телефильм)                   | • Жаклин Биссет — «Жанна Д`Арк» за роль Изабеллы Д`Арк                              |                                                                           |
| Лучшая женская роль второго плана (телесериал, мини-сериал или телефильм)                   | • Миранда Ричардсон — «Неопровержимые улики» за роль Дины                           |                                                                           |
| Лучшая женская роль второго плана (телесериал, мини-сериал или телефильм)                   | • Ким Кэттролл — «Секс в большом городе» за роль Саманты Джонс                      |                                                                           |
| Лучшая женская роль второго плана (телесериал, мини-сериал или телефильм)                   | • Синтия Никсон — «Секс в большом городе» за роль Миранды Хоббс                     |                                                                           |

## Премия Сесиля Б. Де Милля
| Награда за вклад в кинематограф | Фотография | Имя                |
| ------------------------------- | ---------- | ------------------ |
| Премия Сесиля Б. Де Милля       |            | • Барбра Стрейзанд |

## Мисс/Мистер «Золотой глобус»
| Символическая награда        | Изображение | Имя                                       |
| ---------------------------- | ----------- | ----------------------------------------- |
| Мисс/Мистер «Золотой глобус» |             | • Лайза Хубер — дочь актрисы Сьюзан Луччи |